# 恵水県
恵水県（けいすい-けん）は中華人民共和国貴州省黔南プイ族ミャオ族自治州に位置する県。

## 歴史
1941年に定番県より恵水県に改称される。

## 行政区画
- 街道：漣江街道、濛江街道、明田街道
- 鎮：好花紅鎮、擺金鎮、雅水鎮、断杉鎮、芦山鎮、王佑鎮、羨塘鎮、崗度鎮

## 交通

### 道路
- 高速道路
  - 銀百高速道路
  - S50 恵興高速道路

## 食文化
- 馬肉火鍋 - 中国では珍しく馬肉の料理が名物となっている。